# Ernst-Otto Meyer
Ernst-Otto Meyer (25 de abril de 1927 - 17 de dezembro de 2010) foi um futebolista alemão que esteve em atividade de 1947 até 1963. Após o fim de sua carreira como jogador, Meyer se tornou arquiteto.